# Dyngmyggor
Dyngmyggor (Scatopsidae) är en familj insekter som tillhör ordningen tvåvingar och underordningen myggor med cirka 350 beskrivna arter världen över. De hithörande arterna är typiskt små och mörka tvåvingar, ungefär 0,5–4 millimeter i längd, vars larver lever i organiska och ruttnande material, som till exempel murken ved, djurspillning eller as. Det finns även exempel på arter med larver som lever i svampar eller som parasiterar på myror.
De fullbildade insekterna, imago, har för myggor robust kroppsbyggnad och ganska korta antenner. De har vidare ett litet rundat huvud, en proportionellt sett något förlängd mellankropp och ganska korta och kraftiga ben. Vingarna är genomskinliga med få vingribbor. Bara de främsta vingribborna är tydligt framträdande, vingens mönstringen i övrigt är ganska otydlig. Dyngmyggor kan som fullbildade insekter besöka blommor, till exempel kan de förekomma i stora mängder på flockblommiga växter. Även om de fullbildade individerna till utseendet kan påminna lite om knott så varken sticks eller bits de.
Dyngmyggor är ofta svåra att artbestämma utan noggranna studier, men vingarnas ådring är en av de karaktärer på vilken man kan avgöra till vilket släkte de hör. En annan karaktär som kan användas vid artbestämning är hanarnas parningsorgan.
Larverna är vita till ljust gråaktiga och har en långsträckt, lite spolformad och tillplattad kropp med ett tydligt markerat huvud.